# Strâmtura (gmina)
Strâmtura – gmina w Rumunii, w okręgu Marmarosz. Obejmuje miejscowości Glod, Slătioara i Strâmtura. W 2011 roku liczyła 3652 mieszkańców.